# Lewonie (Mońki)
Pour les articles homonymes, voir Lewonie.
Lewonie est un village polonais du district administratif de Mońki, dans le powiat de Mońki, voïvodie de Podlachie, au Nord-Est du pays.

## Référence
1. "Central Statistical Office (GUS) – TERYT (National Register of Territorial Land Apportionment Journal)" (en polonais).